# Bertil Molde
Frans Bertil Molde, född 16 september 1919 i Nacka, död 15 augusti 1995 i Råsunda, Solna kommun, var en svensk språkvetare.

## Biografi
Bertil Molde var 1945–1950 universitetslektor vid Aarhus universitet i Danmark. Vid Stockholms högskola blev han 1947 filosofie licentiat och 1950 filosofie doktor. Han var docent i nordiska språk 1950–1952 vid Stockholms högskola, 1952–1956 vid Lunds universitet och från 1956 vid Stockholms universitet.
Han ingick 1950–1956 i den i Lund belägna redaktionen för Svenska Akademiens ordbok, var 1956–1959 redaktionschef vid bokförlaget Natur och Kultur som vid den tiden utgav sjätte upplagan av Kunskapens bok, och 1959–1961 redaktionschef vid NKI-skolan. Han var från 1962 sekreterare i Nämnden för svensk språkvård och chef för dess institut från 1961.
Han var 1953–1956 medarbetare i Stockholms-Tidningen, 1957–1958 i Morgon-Bladet. Han höll flera föredrag i Sveriges Radio, var sekreterare i 1962 års släktnamnskommitté och var från 1963 språklig rådgivare i namnärenden åt Patent- och registreringsverket.
Molde gifte sig 1942 med Inger Hallström (1920–2016). Han är gravsatt i minneslunden på Solna kyrkogård.